# Flakpanzer Coelian
Der deutsche Flakpanzer Coelian war ein Entwurfsmodell der Firma Rheinmetall mit zwei 3,7-cm-Fla-Kanonen in einem geschlossenen Turm auf der Wanne des Panzerkampfwagen V Panther.
Nach der Luftschlacht um England und den massiven Verlusten der deutschen Luftwaffe im Krieg gegen die Sowjetunion – besonders während der Schlacht von Stalingrad und nach dem Eintritt der USA in den Zweiten Weltkrieg – wurde die deutsche Luftwaffe zunehmend in die Defensive gedrängt. Infolgedessen nahm auch die Bedrohung durch feindliche Jagdbomber-Verbände für die deutsche Wehrmacht zu.
Daraufhin gab das Oberkommando der Wehrmacht den Auftrag, einen Flakpanzer auf der Basis des Fahrgestells des Panthers zu entwerfen, der den Veränderungen des Krieges Rechnung tragen sollte. Die Firma Rheinmetall entwickelte daraufhin den Turm „Coelian“ in verschiedenen Varianten, da das OKW immer wieder neue Ansprüche stellte und moderne Ausführungen der herkömmlichen Fla-Kanonen eingebaut werden mussten. Daher gab es für einen Turm mit der gleichen Code-Bezeichnung mehrere Ausführungen. Eine Attrappe wurde hergestellt, aber es kam zu keiner (Serien-)Produktion, weil im Mai 1944 der Turm für eine 5,5-cm- statt der vorgesehenen 3,7-cm-Kanone konzipiert werden sollte.
Zum wiederholten Male konnte die Produktion dieses Reißbrett-Panzers nicht anlaufen, weil die Landung in der Normandie durch die Alliierten, die zunehmende strategische Bomberoffensive der Alliierten und die Rohstoffknappheit einen Bau verzögerten. Immerhin wurde gegen Mitte Februar 1945 ein Holzmodell mit der gewünschten 5,5-cm-Zwillingskanone aufgestellt.
Als ähnliche, aber auf dem Panzerkampfwagen IV basierende Entwicklungen, werden in der Literatur folgende Varianten erwähnt:
- Flakpanzer IV „Möbelwagen“, Sd.Kfz. 161/3 mit 3,7-cm-FlaK 43
- Flakpanzer IV „Wirbelwind“, Sd.Kfz. 161/4 mit 2-cm-Flak-Vierling 38
- Flakpanzer IV „Ostwind“, 3,7-cm-FlaK 43
- Flakpanzer IV „Ostwind II“, 3,7-cm-Flak-Zwilling 43
- Flakpanzer IV „Zerstörer 45“, Vierlingsflak 3 cm 103/38 und 3,7-cm-Zwillingsflak
- Flakpanzer IV „Kugelblitz“ mit modifizierten MK 103 als Zwillingsflak

## Technische Daten
- Klassifikation: Flakpanzer
- Bewaffnung:
  - 37-mm- und später 55-mm-Zwillingskanone
  - 1 × 7,92-mm-MG 42
- Panzerung:
  - 110 mm vorn
  - 40 mm seitlich
- Gewicht: Unbekannt
- Motor: Zwölfzylinder-Benzinmotor Maybach HL 230 P 45
- Geschwindigkeit:
  - Straße: 46 km/h
  - Gelände: 24 km/h
- Besatzung: 5
- Stückzahl: 1 PzKw V Panther mit Holzmodell des Turmes für 37-mm-Flak-Zwilling